# Karl Siegrist (Politiker)
Karl Siegrist (* 8. November 1862 in Säckingen; † 29. Oktober 1944 in Karlsruhe) war ein deutscher Politiker.
Siegrist studierte Rechtswissenschaften, wurde während seines Studiums 1880 Mitglied der Burschenschaft Teutonia Freiburg und 1883 Mitglied der Burschenschaft Frankonia Heidelberg, und war ab 1890 als Referendar bei der Stadtverwaltung Karlsruhe tätig. Im Jahr 1892 wurde er zum Zweiten Bürgermeister der Stadt gewählt, 1901 zum Ersten. Im Jahr 1906 folgte er am 22. Dezember Karl Schnetzler in diesem Amt, der am 6. Dezember im Amt verstorben war. Siegrist wurde wiedergewählt und blieb bis zum 10. Oktober 1919 Oberbürgermeister von Karlsruhe. Außerdem wurde er 1907 Mitglied der Ersten Kammer der Badischen Ständeversammlung. Im Jahr 1919 wurde er Mitglied der Kreisversammlung des Kreises Karlsruhe.